# Bujarrabal
Bujarrabal es una localidad española, pedanía del municipio de Sigüenza, en la provincia de Guadalajara. Ubicada en la vereda del río Dulce, tiene una población censada de 37 habitantes (INE 2020).

## Historia
A mediados del siglo XIX, el lugar, por entonces con ayuntamiento propio, contaba con una población censada de 284 habitantes. La localidad aparece descrita en el cuarto volumen del Diccionario geográfico-estadístico-histórico de España y sus posesiones de Ultramar de Pascual Madoz de la siguiente manera:

BUJARRABAL: l. con ayunt. de la prov. de Guadalajara (13 leg.), part. jud. y dióc. de Siguenza (2), aud. terr. y c. g. de Madrid. (23): sit. en una de las laderas de la sierra Ministra, cuyas vertientes entran en los r. Duero, Ebro y Tajo, y libre á la influencia de los vientos en particular del N., su clima es propenso á enfermedades agudas: tiene 72 casas, la consistorial con una habitacion para cárcel, escuela de instruccion primaria concurrida por 30 alumnos, y dotada por reparto vecinal, y una igl. parr. (Sta. María), servida por un cura cuya plaza es de provision ordinaria en concurso: confina el térm. N. Torralba y Fuencaliente; E. Alcolea y Estrígana; S. Benamira, y O. Ijosa y Cubíllas; dentro de él se encuentra una ermita (Nra. Sra. de los dolores), y brotan varías fuentes de muy buenas aguas: el terreno es de buena calidad y á propósito para toda clase de cereales; tiene un trozo de monto poblado de pinos, arbustos y maleza, con escelentes pastos: caminos los de pueblo á pueblo, de herradura y en malísimo estado, particularmente en tiempo de aguas o nieves. correo: se recibe de la adm. de Sigüenza por un encargado que pasa á recogerla, martes, jueves y sábados, y á llevarla, miércoles, viernes y domingos. prod.: trigo muy bueno, centeno, cebada, avena, algo de guijas y bisaltos; cria ganado lanar y vacuno y caza de perdices, conejos y liebres. pobl.: 70 vec., 284 alm. cap. prod.: 1.883,400 rs. imp. 88,345. contr.: 4,090.
(Madoz, 1846, p. 494)

En 1973 desapareció el municipio de Bujarrabal, al ser incorporado junto a los de Cercadillo y Horna al término municipal de Sigüenza.

## Demografía
| Gráfica de evolución demográfica de Bujarrabal entre 1842 y 1970 |
| |
| Población de derecho según los censos de población del INE Población de hecho según los censos de población del INEEntre el censo de 1981 y el anterior, este municipio desaparece porque se integra en el municipio Sigüenza |

## Patrimonio
Posee una torre árabe del siglo X y la iglesia de Santa María, un templo renacentista del siglo XVI.